# Dorfkirche Ummendorf

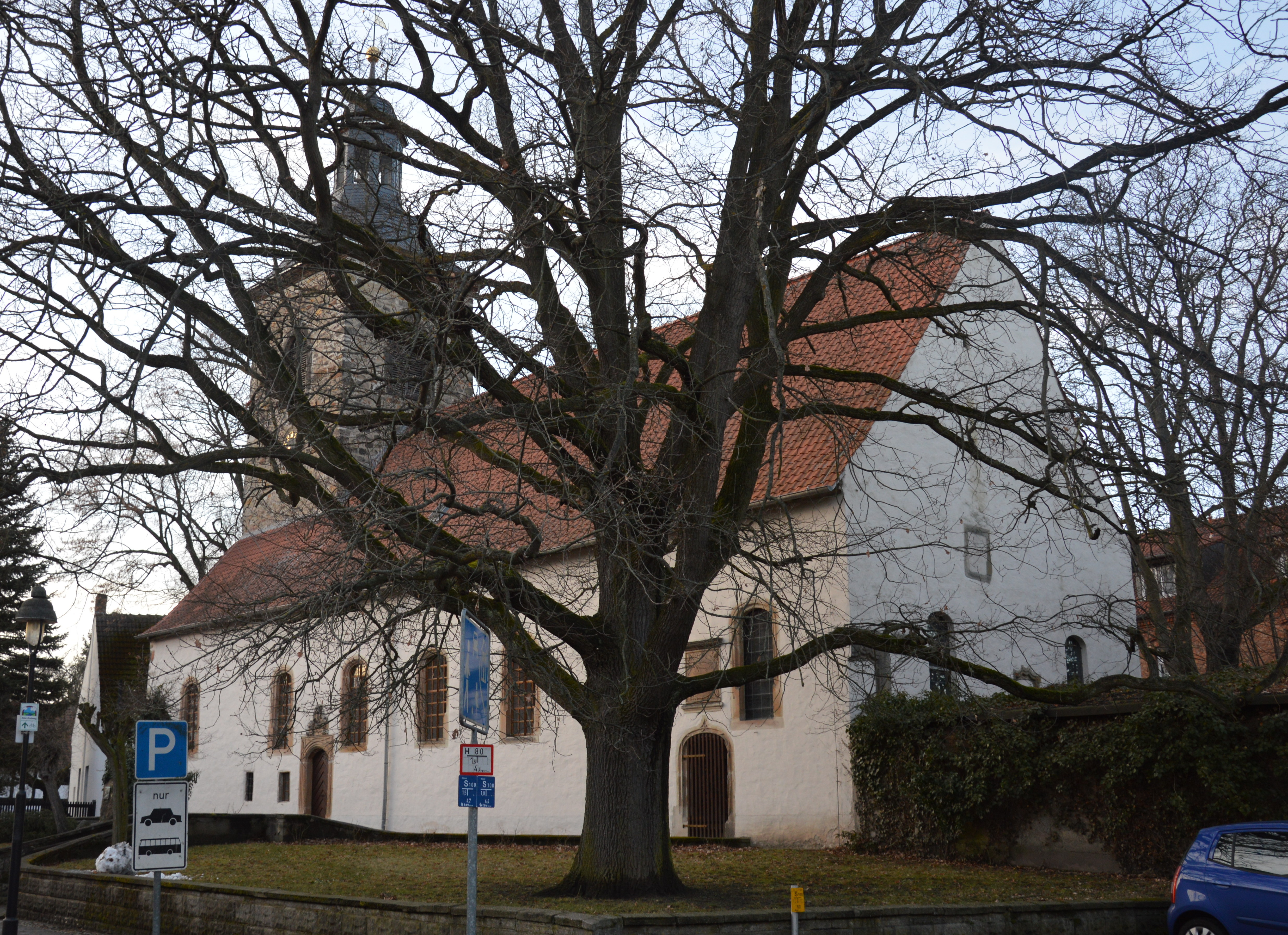
Dorfkirche Ummendorf, Blick von Südosten

Die Dorfkirche Ummendorf ist die evangelische Kirche in Ummendorf (Börde) in Sachsen-Anhalt.
Sie befindet sich in der Gutsstraße in der Ortsmitte Ummendorfs.

## Architektur und Geschichte
Ältester Teil der Kirche sind die auf den Anfang des 13. Jahrhunderts zurückgehenden unteren Geschosse des Turms. Der Turmbereich und der östlich hiervon befindliche, auf rechteckigem Grundriss angelegte Kirchsaal weisen die gleiche Breite auf. Mitte des 16. Jahrhunderts führten der Burgherr Andreas von Meyendorf und der damalige Pfarrer Wolfgang Kropf in der Kirchengemeinde die Reformation ein. Das heutige Erscheinungsbild der Kirche entstand insbesondere durch einen weitgehenden Umbau in den Jahren von 1556 bis 1566. Sowohl der Kirchturm als auch das Kirchenschiff wurden dabei nach Süden verbreitert. Zugleich erfolgte eine Erhöhung der Mauern des Schiffs. In diesem Zeitraum entstanden auch die auf der Nordseite befindlichen Kielbogenfenster. Das an der Ostseite befindliche, heute vermauerte Vorhangbogenfenster ist auf das Jahr 1556 datiert. An der Südseite bestehen zwei Portale aus Sandstein. Das westliche der Portale ist in Form eines Segmentbogen gestaltet und mit einer schmalen Rahmung aus Stabwerk versehen. Oberhalb des auf das Jahr 1562 datierten Portals befindet sich eine Darstellung des auferstandenen Christus als Sieger über Tod und Teufel. Das östlich hiervon gelegene Portal verfügt über einen Kielbogen und entstand 1566. Es ist mit einer oberhalb befindlichen Inschriftentafel versehen, die auf eine weitere Umgestaltung der Kirche im Jahr 1696 verweist. Die Fenster der Südseite sind flachbogig gestaltet und stammen vermutlich von 1696. Zuvor war die Kirche während des Dreißigjährigen Kriegs schwer beschädigt und in ihr über mehrere Jahrzehnte keine Gottesdienste abgehalten worden. Der Wiederaufbau von 1696 war durch den Amtmann Johann Christopf Pflüger veranlasst worden. Die damals angefertigten Wandmalereien sind heute zum Teil unter späteren Anstrichen verborgen.
1713 wurde das heutige Glockengeschoss des Turms sowie Haube und Laterne aufgesetzt.
1905 erfolgte eine Restaurierung der Kirche. Während eines Sturms in den 1980er Jahren wurde die Bekrönung des Turms abgeknickt. In den 1990er Jahren erfolgte eine Neueindeckung des Kirchendachs und Reparatur der Turmbekrönung samt Aufsetzung eines Kreuzes. In der Wetterfahne sind die Buchstaben JCP zu lesen. Sie erinnern an Johan Christopf Pflüger, der die ursprüngliche Turmhaube hatte aufsetzen lassen. Auch die Sandsteinrahmungen der Fenster wurden restauriert bzw. erneuert.
Im örtlichen Denkmalverzeichnis ist die Kirche unter der Erfassungsnummer 094 11987 als Baudenkmal verzeichnet.

### Ausstattung
Das Kircheninnere wird von einer flachen hölzernen Tonnendecke überspannt. Auf der Nord- und Westseite sind Emporen eingefügt. Sie sind mit Brüstungsgemälden mit Darstellungen aus dem alten und Neuen Testament aus dem Jahr 1697 versehen. Die hier bestehenden beschnitzten Stützen sind vermutlichen älteren Datums.
Der als qualitätvoll beschriebene Altaraufsatz stammt aus der Zeit um 1580. Auf der Rückseite findet sich eine das Jahr 1588 nennende, jedoch als Zweifelhaft eingestufte Inschrift. ähnelt dem der Sankt-Stephanus-Kirche in Schermcke. Er zeigt in seiner Mitte ein großes, die Auferstehung darstellendes Gemälde, welches möglicherweise von Adam Offinger geschaffen wurde. In den seitlich angeordneten Nischen befinden sich die Gerechtigkeit und die Hoffnung darstellende Plastiken. Darunter befinden sich barocke, Kreuzigung und Abendmahl darstellende Gemälde. Die Rahmung ist prächtig geschnitzt und reich mit Beschlagwerk, Köpfen, Fruchtgehängen und Figuren verziert.
Auch die Kanzel ist reich beschnitzt und mit Akanthus und Fruchtgehängen versehen. Die Mose und die Evangelisten darstellenden Brüstungsfiguren sind zum Teil erneuert.
Der Taufstein stammt aus dem Jahr 1826. Darüber hinaus gibt es das Sandsteinbecken eines Taufsteins vom Anfang des 13. Jahrhunderts. Es wird vermutet, dass dieses Stück noch aus der Dorfkirche des jetzt wüsten Ortes Selschen stammt.
In der östlichen Wand der Kirche befinden sich zwei mit Glasmalereien versehene Fenster. Sie wurden 1901/02 von der Firma Franke geschaffen und zeigen Szenen aus dem Leben Jesu. Die Orgel wurde von den aus Berlin stammenden Gebrüdern Dinse im Jahr 1912 geschaffen und gelangte 1928 durch einen Ankauf aus der Berliner Johanniskirche nach Ummendorf. Die Kirche verfügt über zwei Bronzeglocken aus dem 14. bzw. 16. Jahrhundert.
In der Kirche befinden sich diverse Grabsteine der Familie von Meyendorf aus der Zeit zwischen 1548 und 1598. Sie zeigen die Verstorbenen als Relieffiguren. Unterhalb des Chors besteht eine Gruft im Stil des Barock. In der Gruft steht ein aus Sandstein gefertigter Sarkophag mit üppigen Verzierungen. Er wurde für die 1713 verstorbene Anna Maria Pflüger, geborene von Landsberge geschaffen und war bei den Restaurierungsarbeiten des Jahres 1905 gefunden worden.
In den 1960er Jahren wurden Teile der Innenausstattung verändert.

## Pfarrhaus und Luthersaal
Das Pfarrhaus stammt aus dem Jahr 1745. In den 1930er Jahren wurde die alte Pfarrscheune zum Luthersaal umgebaut, der im Winter für Gemeindeveranstaltungen und Gottesdienste genutzt wird.